# 阿普南
阿普南（法語：Appenans，法語發音：[apnɑ̃]）是法国杜省的一个市镇，位于该省东北部，属于蒙贝利亚尔区。

## 地理
阿普南（47°26'34"N, 6°33'54"E）面积4.07 平方千米，位于法国勃艮第-弗朗什-孔泰大區杜省，该省份为法国东部内陆省份，北起上索恩省，西接汝拉省，东部及东南部与瑞士接壤，东北部与贝尔福地区省接壤。
与阿普南接壤的市镇（或旧市镇、城区）包括：埃特拉普、朗村、杜河畔利勒。
阿普南的时区为UTC+01:00、UTC+02:00（夏令时）。

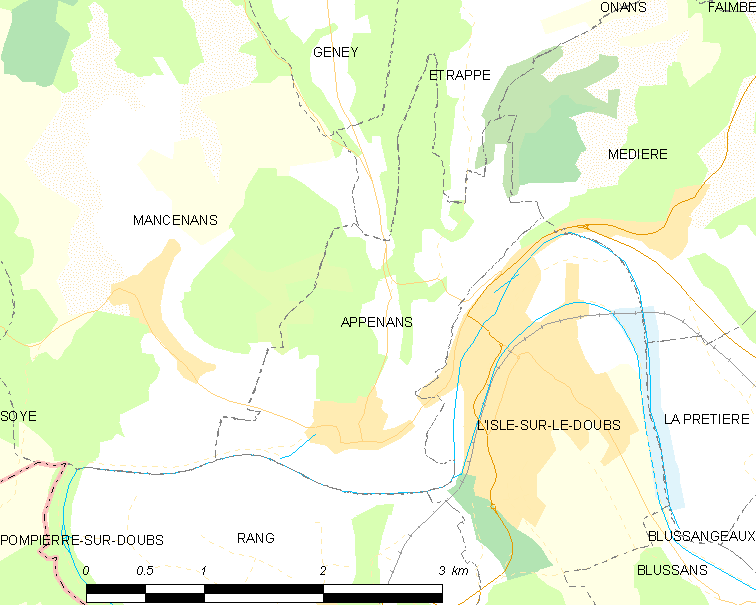
阿普南的OSM定位图

## 行政
阿普南的邮政编码为25250，INSEE市镇编码为25019。

## 政治
阿普南所属的省级选区为巴旺县。

## 人口

1962-2008年间阿普南人口变化图示

阿普南于2022年1月1日时的人口数量为385人。